# Brutal Verschimmelt

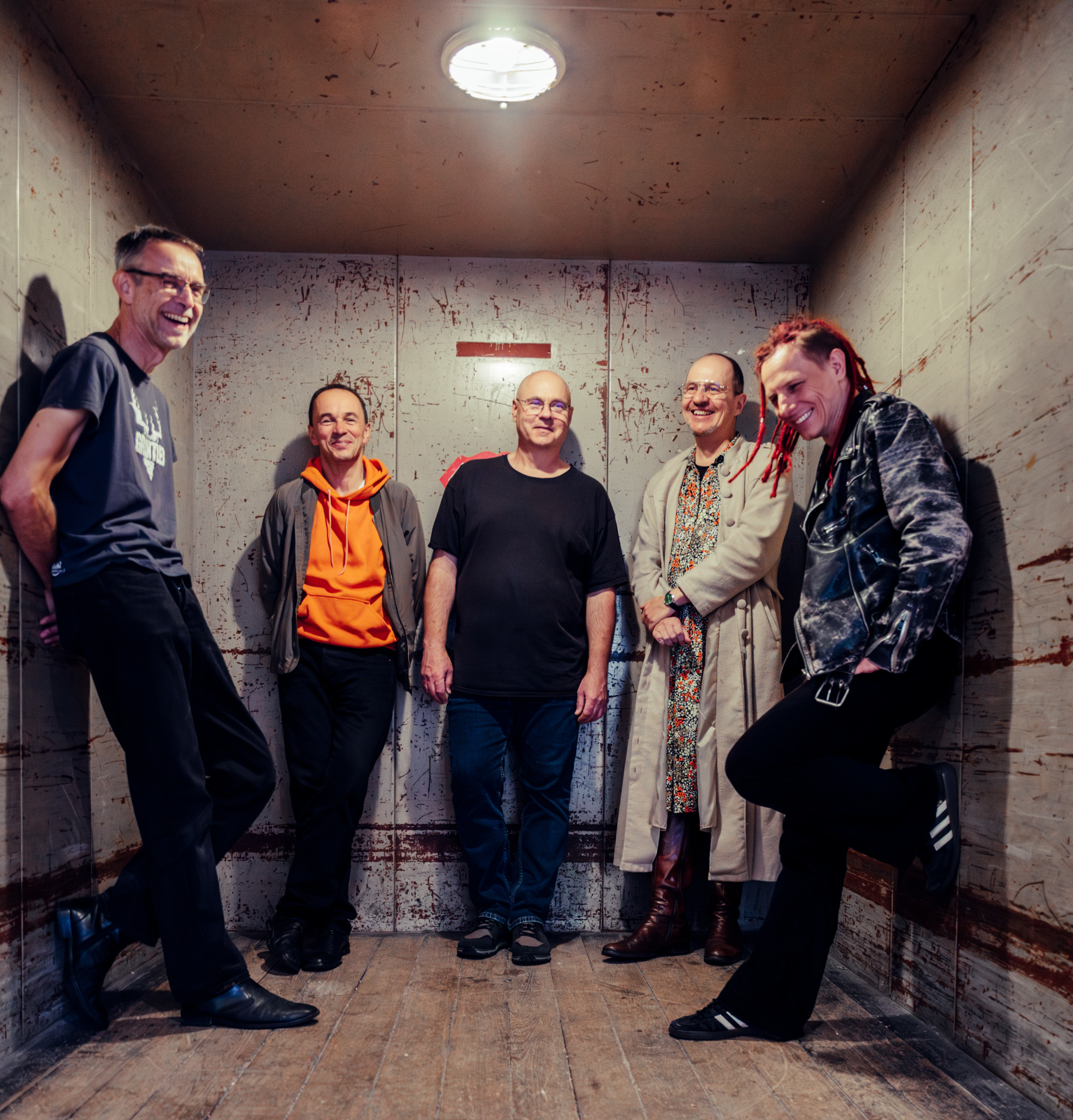
Brutal Verschimmelt (2024)

Brutal Verschimmelt (BV, literalmente 'muy florecido') es una banda de punk de Kempten, Alemania. Lanzó un álbum en Rock-O-Rama en 1983.

## Historia
En 1980, Carlo Kallen con algunos amigos de la escuela secundaria, fundó su primera banda Adolf Streit & die NS-Verbrecher, que primero se convirtió en Psychorotz y luego en Brutal Verschimmelt.
Los primeros conciertos tuvieron lugar en Allgäu en las cercanías de la banda B.Trug que, siendo los punks más viejos, arrastraron a los más jóvenes con ellos.
B.Trug tenía en ese momento un contrato discográfico con el sello punk Rock-O-Rama de Brühl y también refirió a Brutal Verschimmelt a ese sello.
Se envió una grabación demo a Herbert Egoldt, quien fichó a la banda.
Egoldt invitó a la banda en mayo de 1983 a Colonia, donde grabaron su álbum debut en dieciséis horas.
Egoldt mismo produjo el disco de vinilo.
Egoldt descartó un borrador de portada que mostraba un collage pacifista y lo reemplazó por un guerrero esqueleto con un mohawk luchando contra una especie de monstruo.
Las letras de izquierdas de la banda no fueron impresas en la hoja de letras, presumiblemente porque en ese momento Egoldt ya estaba coqueteando en el mercado de Rock Against Communism.
La banda se enteró de esto por primera vez después de haber recibido sus cien discos gratis.
Entonces pintaron con aerosol las cubiertas de los discos y agregaron una hoja adicional en la que explicaban el problema con la cubierta del disco.
Poco después del lanzamiento del álbum debut, la banda se separó, después de que el baterista Franz renunciara y la banda no encontrara un sustituto. Carlo Kallen tocó más tarde con Ewings, Chili Confetti, die ueblichen, y con TLR.
Con el paso de los años, el disco se convirtió en una rareza codiciada. El álbum fue lanzado por segunda vez en 1990 sin informar a la banda.
En enero de 2013, se publicó una nueva edición como disco doble bajo el título Und die Zukunft ist doch rot (y el futuro sí es rojo) en Höhnie Records.
Además del álbum original, el disco también contiene la cinta demo, así como una grabación en vivo del 25 de febrero de 1982.
Con motivo de esta reedición, tres de los miembros originales decidieron realizar una gira por Alemania como Brutal Verschimmelt con nueve conciertos en junio de 2013.
También se realizaron giras en 2014 (hasta el 12 de julio) y en 2022 (hasta  el 29 de octubre)
Para la gira de 2022, se lanzó el LP en vivo Schlechtes von gestern (cosas malas de ayer) con una grabación en vivo del último concierto de la fase de principios de los 80 de BV (en un CD doble con una reedición del LP de 1983).
En el verano de 2024, 40 años después del lanzamiento de su primer álbum, produjeron su segundo LP de estudio titulado Allesfrisch! (todo fresco).
Fue publicado por power-it-up en octubre de 2024 como #298.
Presentaron las canciones del nuevo LP en su cuarta gira por Alemania en octubre de 2024.

## Discografía
- Brutal Verschimmelt (LP, Rock-O-Rama Records) (1983)
- Und die Zukunft ist doch rot (Doble LP, Compilación, Höhnie Records) (2013)
- Babylon brennt (Ruts Cover) en el álbum recopilatorio Oi - it’s Deutschpunk, Vol1[16] (2016)
- Ja, ja, ja on el doble LP Notdurft-Tribute-Sampler[17] (2018)
- Schlechtes von gestern (álbum en vivo; power-it-up)[18] (2022)
- Der ganze Dreck (Doble CD)[19] (2022)
- Alles frisch! (LP; power-it-up)[20] (2024)